# Phyllodactylus santacruzensis
Phyllodactylus santacruzensis este o specie de șopârle din genul Phyllodactylus, familia Gekkonidae, descrisă de Dixon 1966. Conform Catalogue of Life specia Phyllodactylus santacruzensis nu are subspecii cunoscute.